# Lewis Wolpert

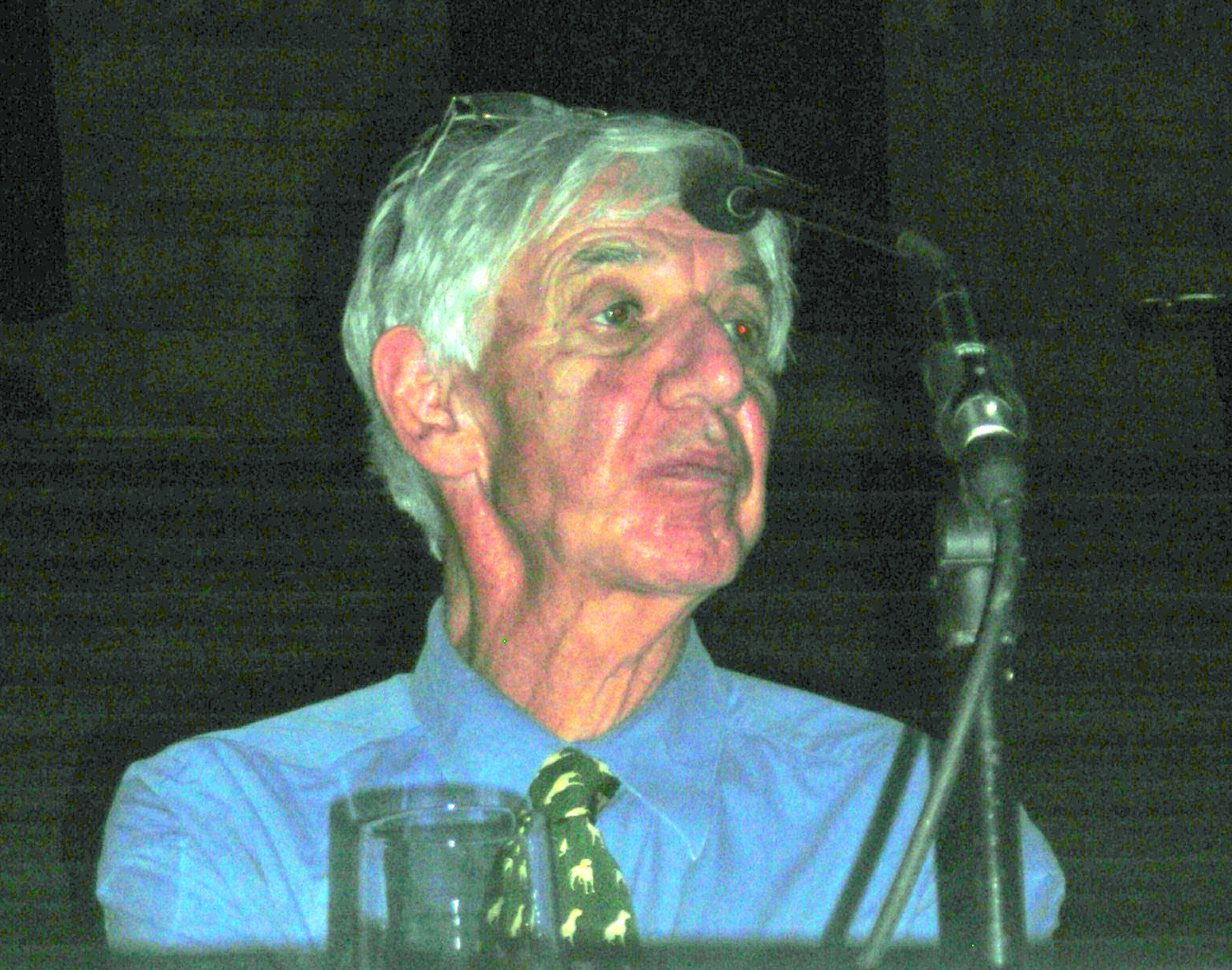
Lewis Wolpert

Lewis Wolpert (Johannesburg, 19 ottobre 1929 – 28 gennaio 2021) è stato un biologo, ingegnere e saggista sudafricano naturalizzato britannico.

## Biografia
Ingegnere civile in madrepatria, studiò successivamente al King's College di Londra per approfondire i suoi studi in biologia cellulare.
I suoi interessi vertevano in maniera particolare sullo sviluppo dell'embrione.
Fu professore di biologia applicata alla medicina, al dipartimento di anatomia all'University College di Londra
È stato membro della Royal Society e commendatore dell'Ordine dell'Impero Britannico. Nel 1999 è diventato membro della Royal Society of Literature.
Curò una rubrica periodica sul quotidiano The Independent e, oltre alle sue pubblicazioni scientifiche, scrisse sulla sua personale esperienza di depressione clinica, in Malignant Sadness: The Anatomy of Depression, libro dal quale fu in seguito tratto un programma televisivo della BBC in tre puntate, A Living Hell.
Wolpert è morto ultranovantenne nel 2021, per complicazioni da COVID-19. 

## Idee
In un articolo del 2005, pubblicato da The Guardian, intitolato Spiked, il quale chiedeva ad una serie di scienziati quale fosse la cosa che ognuno dovrebbe imparare sulla scienza, Wolpert rispose:

Vorrei insegnare al mondo che la scienza è il miglior modo di capire il mondo, e che per ogni sequenza di osservazioni c'è una sola spiegazione. Inoltre la scienza è oggettiva, e spiega il mondo così come è. Le questioni etiche sorgono solo quando la scienza è applicata alla tecnologia - dalla medicina all'industria.

Ha pubblicamente dibattuto col filosofo William Lane Craig sull'esistenza di Dio, con l'astrofisico Hugh Ross sul tema del creazionismo e con William Dembski sull'Intelligenza divina.
In un articolo intitolato Is Science Dangerous? spiega: "Considero eticamente inaccettabile e impraticabile censurare qualsiasi aspetto dei tentativi di capire la natura del nostro mondo."
In un'intervista ha risposto alle domande di Steve Paulson sul senso delle religioni e sul rapporto che intercorre tra la religione e la condizione umana. La posizione di Wolpert, già espressa in Six Impossible Things Before Breakfast: The Evolutionary Origins of Belief, dato alle stampe nel 2006, è profondamente differente rispetto a quella del collega Richard Dawkins, il quale pone l'abolizione del credo religioso come una necessità urgente . Wolpert eleva la religione all'apice del cammino evolutivo: essa è la risposta umana all'incapacità di comprendere i fenomeni che ci circondano; la riduce tuttavia ad un "illusione", necessaria però ad affrontare tematiche dolorose come la morte, la malattia e la sofferenza.
Il 15 gennaio 2004, Wolpert e il biologo e parapsicologo Rupert Sheldrake parteciparono ad una discussione pubblica sulla telepatia, alla Royal Society of Arts di Londra.
Il 25 maggio 1994, Wolpert condusse un'intervista con Francis Crick dal titolo How the Brain "sees" per il The Times Dillon Science Forum; da essa è stato poi prodotto un video.
A lui è attribuita la famosa frase: "Non è la nascita, il matrimonio, o la morte, il momento più importante nella vita, ma la  gastrulazione."

## Opere
- How We Live and Why We Die. The Secret Lives of Cells (2011)
- Six Impossible Things Before Breakfast: The Evolutionary Origins of Belief (2006)
- Malignant Sadness: The Anatomy of Depression (1999)
- Principles of Development (1998)
- Passionate Minds (con Alison Richards) (1997)
- Unnatural Nature of Science (1992)
- The Triumph of the Embryo  (1991)
- A Passion for Science (con Alison Richards) (1988)[8]